# 合言葉
合言葉（あいことば）は、共同体や仲間内で用いられる言葉の問答による合図の一種であり、互いが仲間であると認証するために、前もって問答を定めておいた言葉を指す。合い言葉とも記し、日本では、「山」と問われたら、「川」と答える合言葉が有名。合詞という表記も中世には見られる（例として、上泉信綱伝の『訓閲集』巻四、近世では『常山紀談』）。

## 歴史および使用例

### 日本
日本の文献上、合言葉の使用例が初めて確認されるのは、『日本書紀』が記す壬申の乱の戦闘である。その記述によると、田辺小隅が倉歴道の守備兵に夜襲をかけた時、「金（かね）」と問われたら、「金」と答えるという合言葉を決めたという。この記述からも、7世紀末の飛鳥時代の頃から戦闘時の混乱に備えてあらかじめ合言葉が考えられていたことがわかる。
『太平記』巻第三十四「結城が陣夜討の事」延文5年（1360年）5月8日、和田正氏軍300が結城方の城に夜襲を仕掛けるが、撃退され、この時、4人ほど結城方の兵がまぎれ込んで赤坂城に侵入するも、和田軍の取り決めとして、「夜討、強盗をして引き帰す時、立ちすぐり、居すぐり」を行って、潜入者を発見したと記述される。この立ちすぐり・居すぐりとは、合言葉によって、兵達が同時に座ったり、立ったりして、まぎれ込んだ敵を探す方法（口の問に対し、立・座といった行動の答えによる合言葉）で、このような行動に慣れていなかった4人は見つかってしまい討死したと記される。この記述は南北朝において敵方が友軍に侵入する行為が頻繁であったことを物語る。
上泉信綱伝の『訓閲集』（大江家の兵法書を戦国風に改めた）巻四「戦法」の夜戦の項に、「合詞（あいことば）定め置くべし」と記述がある（表記は原文ママ）。また、船戦の項にも、「夜は拍子木を打ち、合詞（以下略）」と記されていることからも、水軍も合言葉の使用が必要とされたことがわかる。
『関東古戦録』巻一の記述として、天文15年（1546年）の河越城の戦いにおいて、夜戦を仕掛けることを決めた北条方が合言葉を定めたと記している（中世における関東での合言葉の例）。
『土佐物語』巻第四「秋山城夜討ち 吉良城軍（いくさ）の事」に、永禄3年（1560年）から5年（1562年）、秋山城に対して夜討ちに慣れた兵400人が攻める際、「合詞を約束」したと記述されている他、巻第五「秦泉寺に白岩夜討ちの事」において、「白岩より今井･大理辺を放火すべしと、相印、合詞を定め」と記述がみられる（中世における四国での合言葉の例）。前後の記事から永禄6年（1563年）5月5日に夜襲。
『甲陽軍鑑』品第四十二の記述として、甲斐国のすっぱ（忍者）が敵国へ侵入する際の備えとして、合言葉を用いたことが記され、内容は口伝と記される（天正年間の甲斐国の例）。
『落穂集』（江戸期の兵法家大道寺友山著。国立公文書館蔵）には、慶長5年（1600年）9月16日の関ヶ原の戦いにおいて、徳川家康方が定めた合言葉として、「山は山、ハタはハタ」と記される。
『常山紀談』の三津浜刈屋口の戦いにおいて、慶長5年（1600年）9月16日に、松前城家老の佃十成が夜討ちに際し、合詞を定めさせる記述が見られる。
忍術書では、『万川集海』（1676年成立）巻第九「合相詞術四箇条」の記述に、「山には林、谷には水、水には波、海には塩、花には実、火には煙、松には緑、畳には緑」といった具合に言葉の対となる例が記され、普段から熟知するよう書かれている他、敵が相詞を求めて来た時の対処として、初め、少し疎く答え、相手の顔の反応が間違いであるといった感じなら、「煙は浅間、雪は富士、花は吉野などの心得で答えなおせばよく、相詞は変わることが多い」のでやりすごせるとする。また、合言葉は5日に1度、3日に1度、時には毎日変えるものとみられる。
江戸時代、赤穂事件において、吉良邸の討ち入り計画で大石良雄は前もって合言葉を定めたとされる。
幕末、新選組は合言葉を「月」と「星」にしたと『浪士文久報国記事』（永倉新八）に記されている（遭遇した敵も同じ鉢巻が相印であったため、後に変更）。
- 機械的な認証技術が進歩していなかった時代では、門番等は警戒状況が高まった時には合言葉が決められた（前述の南北朝から戦国期の立ちすぐり・居すぐりがこれに当たる）。
- 田邊小隅は夜襲時の混乱に備え、合言葉を定めたが、戦国期の兵法書も夜戦を想定し、大石良雄の討ち入りも未明であり、いずれも（古代･中世･近世を通して）視界の悪い、夜襲時に備えて定められたという共通点がある。

1994年、オウム真理教によるVXガスを用いた殺人事件・会社員VX殺害事件では、オウム側は無線でやりとりをし、標的襲撃実行の際の合言葉が「黒帯」であった（詳細は当項目を参照）。
21世紀初頭、被害が増加している特殊詐欺の防止策として、家族間での合言葉を定めることが警察によって民間に推奨されている（例えば、家族でしか知りえないペットの名前など）。現代では、共同体において財産を守るために電話内でも合言葉が必要となってきており、絆を確かめる手段としても合言葉が求められている（共同体でも用いられる一例）。

### 海外
物語として知られるのは『千夜一夜物語』の「アリババと40人の盗賊」における呪文「開けゴマ」がある（呪文による扉の開閉認証）。
1933年に来日して諜報活動を続けたソビエト連邦のスパイ・リヒャルト・ゾルゲはブルーノ・ヴェントに自分のコードネームを名乗らせた上で、接触に来たブランコ・ド・ヴーケリッチがコミンテルンから派遣された本物かを見極めるために、ヴェントに文化アパートで待ち合わせをさせ、その時の合言葉は、「ジョンソンを知っていますか」であった（ゾルゲ諜報団#日本における諜報活動の「初期の活動とメンバーとの接触」の行も参照）。
ノルマンディー上陸作戦（1944年6月）における連合国軍が「フラッシュ」（稲妻）に対して「サンダー」（雷鳴）の合言葉を用いたことは有名であり、多くの映画作品などでも取り上げられている。
アメリカドラマ『ザ・パシフィック』では、ガダルカナル島の戦い（1944年8月）時、米軍が合言葉を「ローレライ」とする場面が見られる（「シボレス」の項も参照。日本人が「R」と「L」の発音の区別がつかなかったことによる）。
西部戦線のバルジの戦い（1944年12月 - 45年1月)において、米軍は潜入を試みたドイツ兵を見抜くために、「アメリカ大統領の犬の名は」と問い、ファラと答える合言葉を用いた（「ファラ (犬)」も参照）。
1964年10月、ドイツ民主共和国（東ドイツ）からトンネルを掘ってベルリンの壁を越え、ドイツ連邦共和国（西ドイツ）へ亡命する計画（同年の1964年東京オリンピックにちなみ「トーキョー作戦」と名付けられる）が実行された際、受け入れる側はドアを開く際の合言葉として、「トーキョー」と定めた（詳細は、「ベルリンの壁#その後」の1964年10月行を参照）。この場合、亡命者に紛れ込んで東側の侵入を防ぐ役割がある。
北朝鮮の工作員が日本に不法入国し、大阪を拠点と（背乗り）して、1962年 - 1971年にかけて活動した後に逮捕された石原事件では合言葉を記したメモ等の文書が押収されている（当項目参照）。
北朝鮮の工作員が1980年代に西日本の海岸に上陸し、潜伏していた仲間との合言葉として、「親」なら「子供」、「動物」なら「子犬」とした。
 
 現代ではこの合言葉の原理をパスワードとして、コンピューター分野に応用されている。元来、この「password」という言葉は、「pass」するための「word」つまり言葉という意味である。これは、本稿で述べている合言葉と同じ意味である。

## 欠点
- 誰かに答えを聞かれた場合、仲間でない者の潜入を許してしまう。これを防ぐ方法として、前述しているように、時間ごとに合言葉を変えていくという手がある（その日、その時間帯によって複数定めておく）。
- 国内世間一般で有名かつ常識となった合言葉は用いる事ができない（容易に答えられる為）[注 4]。
- 敵前で多用し過ぎると勘付かれる。これは『日本書紀』壬申の乱時に例が記述されており、結果、敵将が合言葉を唱え、逃亡している。
- 味方が裏切った場合、それに気づかないと侵入を許す。または、敵の捕虜となった者が威されて合言葉を目前で言わされた場合[注 5]、侵入を許すことになる。
- 近現代戦における銃撃音・爆撃音が激しい状況下では聞き取りづらい。代わりとして、手信号（ハンドサイン）を用いるが、手信号の場合、視認できる環境が必要となる。

## 備考
- 合言葉を多様・複雑化する工夫としては、地方でしか通じないキャッチフレーズ（ローカルTV局のCMや店の名文句）や方言・訛りといった、その出身でないと発音できない言葉を組み込むことが挙げられる（「シボレス」も参照）。
- 漢字の場合、問答の文字自体を組み合わせることで一つの意味を生み出すことも可能で、例として、「日」と「月」で「明」などがあげられる。
- 狂言の演目「痩松」に、山賊の合言葉として、仕合わせ＝奪った物が多い時は「肥松（こえまつ）」、不仕合わせの時を「痩松」という説明があり、演目名に合言葉がかかわる。
- 電信を用いた暗号として知られているものとしては、日本軍が真珠湾を攻撃した際の「トラトラトラ」が知られているが（映画にもなっている）、これは信号であって、言葉ではない。同様にドアをノックする際の回数や叩く時の間隔も、あらかじめ決めた音を用いているが、信号であって、言葉ではない。
- 上泉信綱伝の『訓閲集』船戦の項では、水軍も合言葉を使用したと記されるが、10世紀中頃成立の『土佐日記』「和泉の灘」の項では、海賊は夜中に活動しないという話が記されており、少なくともこの時期に合言葉の使用は確認できない。